# کورنتا تیرار
کورنتا تیرارد (فرانسوی: Corentin Tirard‎؛ زادهٔ ۱۸ اکتبر ۱۹۹۵) بازیکن فوتبال اهل فرانسه است.
وی همچنین در تیم ملی فوتبال زیر ۲۰ سال فرانسه بازی کرده‌است.